# Tyrkisk (sprog)
 For alternative betydninger, se Tyrkisk. (Se også artikler, som begynder med Tyrkisk)
Tyrkisk tilhører den tyrkiske, også kaldet tyrko-tatariske, sprogfamilie, der af mange lingvister regnes for en del af en overordnet altaisk sproggruppe. Tyrkisk, eller tyrki-tyrkisk, tales af ca. 79 mio. mennesker i verden, heraf stort set alle i Tyrkiet, på Balkanhalvøen, Cypern, og i nyere tid Vesteuropa. Qua sit foreslåede medlemskab af altaisk er tyrkisk langt ude tillige beslægtet med mongolsk. Man skal skelne mellem "det tyrkiske sprog," og den bredere og mere inklusive tyrkiske sprogfamilie der indeholder en snes sprog fra Balkan til Øst-sibirien.
Tyrkisk er et agglutinerende sprog, hvor verber og substantiver bøjes i tider, person og tal ved påhæftelse af suffikser på ordets rod. Dette indebærer, at der kan konstrueres meget lange ord, f.eks. 'Çekoslovakyalılaştıramadıklarımızdan mısınız' ('Er i(flertal)/I(formelt)/De(formelt) en af dem, vi ikke kunne tjekkoslovakisere').
Af særlige kendetegn kan nævnes:
- der skelnes ikke mellem han/hun (der anvendes et kønsuspecifikt 'o')
- der er vokalharmoni i alle ord (undtagen låneord og enkelte tyrkiske)
- der anvendes hyppigt foranstillede sætningsforkortelser i stedet for ledsætninger, fx 'Anadolu'da bulunan Ankara çok güzel bir şehir' ('Ankara, der er beliggende i Anatolien, er en meget smuk by').

Tyrkisk er især påvirket af arabisk og blev indtil Kemal Atatürks reform i 1928 skrevet med arabiske bogstaver. Det indeholder en række særlige bogstaver:
- ı – (udtales som slutvokalen i 'danse') – /ə/ el. /ɨ/
- ğ – (stumt 'g', udtales ikke) – /Vː/
- ş – (sj) – /ʃ/
- ç – (tj) – /ʧ/

Ved et forenet Cyperns indtræden i EU vil tyrkisk blive officielt EU-sprog.
Der er 29 bogstaver i det tyrkiske alfabet. bogstaverne 'w', 'q' og 'x' bliver som regel erstattet med 'v', 'k', og 'ks'. Det tyrkiske alfabet:
| A a | A som i det danske kaffe. |
| B b | B som i det engelske ball, evt B (Bæ som bogstavslyd). |
| C c | Dj-lyden som i Djengis Khan. |
| Ç ç | Tj-lyden som i Tjekkiet. |
| D d | D (Dæ som bogstavslyd). |
| E e | Som det danske Æ. |
| F f | F (Fæ som bogstavslyd). |
| G g | G (Gæ som bogstavslyd). |
| Ğ ğ | Stumt g. Udtales ikke. |
| H h | H (Hæ som bogstavslyd). |
| I ı | Som i slutningen af danse. Kan være meget svært at udtale, men hvis man har kendskab til det kyrilske alfabet, udtales det på samme måde som 'Ы', eller 'ý'. |
| İ i | Som i si, altså i med tryk. |
| J j | Som i det engelske 'generic' eller 'energy'. |
| K k | K (Kæ som bogstavslyd). |
| L l | L (Læ som bogstavslyd). |
| M m | M (Mæ som bogstavslyd). |
| N n | N (Næ som bogstavslyd). |
| O o | Som det danske Å. |
| Ö ö | Som det danske Ø, men nogen gange også det svenske Ö. |
| P p | P (Pæ som bogstavslyd). |
| R r | R (Ræ som bogstavslyd), evt 'rullende-r'. |
| S s | S (Sæ som bogstavslyd), evt ts-lyden i tsunami. |
| Ş ş | Sj-lyden som i sjov. |
| T t | T (Tæ som bogstavslyd). |
| U u | Som i det danske ugle. |
| Ü ü | Som det danske Y. |
| V v | V (Væ som bogstavslyd). |
| Y y | Er den tyrkiske j-lyd, som i jeg. |
| Z z | Z (Zæ som bogstavslyd).. |

Eksempel på foranstillede sætningsforkortelser:
| Tyrkisk       | Dansk                                                                              |
| ------------- | ---------------------------------------------------------------------------------- |
| Ev.           | Hus.                                                                               |
| Evde.         | I huset.                                                                           |
| Evinizde.     | I dit/Deres hus. ('Iz' som medio-endelse giver udtrykket 'De/Deres' (som person)). |
| Evinizdeyiz.  | Vi er i dit/Deres hus.                                                             |
| Evinizdeydik. | Vi var i dit/Deres hus.                                                            |
| Evdeyiz.      | Vi er derhjemme. ('Iz' som endelse omtaler 'os' i nutid)                           |
| Evdeydik.     | Vi var derhjemme.                                                                  |

Rigtig mange gange kan et enkelt ord betyde en hel sætning:
| Tyrkisk      | Dansk                                                                  |
| ------------ | ---------------------------------------------------------------------- |
| Ver.         | Giv.                                                                   |
| Verme.       | Lad vær med at give.                                                   |
| Vermeseydin. | (Bare) Hvis du ikke havde givet (den/det).                             |
| Vereceksin.  | Du skal give. (Dog også populært slang for 'at give sex' dvs samleje.) |

Tyrkisk i sig selv, er et sprog der udvikler sig hurtigt. Det er ofte svært, selv for tyrkerne i Tyrkiet, at læse og forstå en bog der er skrevet fra ca. over 40-50 år siden. Bøger der over 90 år gamle, dvs før reformen, regnes for helt uforståelige og ulæselige.